# حزب الدعوه اسلامی
حزبُ الدَّعوَة اسلامی (به عربی: حزب الدعوة الإسلامية) یا حزب دعوت اسلامی سازمان سیاسی اسلام‌گرای شیعه در عراق است که در سال ۱۹۵۷ توسط سیدمرتضی عسگری و شاگردان و پیروان محمدباقر صدر تأسیس شد. این حزب ابتدا با هدف یک جنبش مذهبی اصلاح‌طلب پدیدار شد که به ترویج ارزش‌های اسلامی و مقابله با سکولاریسم می‌پرداخت. در دههٔ ۱۹۷۰ با افزایش جذابیت یافتن این حزب در بین جوانان و شخصیت‌های مذهبی و سرکوب آن از سوی حکومت حزب بعث، الدعوه به جریانی انقلابی تبدیل شد که به مقاومت مسلحانه در برابر حکومت بعثی می‌پرداخت. دشمنی حزب الدعوه و حکومت صدام حسین پس از قتل محمدباقر صدر رهبر معنوی این جنبش در سال ۱۹۸۰ به اوج خود رسید.
این حزب پس از براندازی حکومت صدام در سال ۲۰۰۳ توسط ائتلاف ضد ترور به یکی از مهم‌ترین احزاب سیاسی عراق تبدیل شد، به طوری که حیدر العبادی و نوری المالکی و ابراهیم الجعفری سه نخست‌وزیر قبلی کشور عراق همگی از اعضای این حزب بوده‌اند.
حزب الدعوه از پشتیبانان مخالفان اسلام‌گرای حکومت شاهنشاهی ایران بود و پس از وقوع انقلاب در ایران مورد حمایت نظام جمهوری اسلامی ایران قرار گرفت و در جریان جنگ ایران و عراق به انجام عملیات‌های مسلحانه علیه حکومت صدام اقدام می‌کرد. حمایت ایران از این حزب و روابط نزدیک آنان با یکدیگر تاکنون نیز ادامه یافته‌است. 
از نظر ایدئولوژیک حزب الدعوه بر مبنای نظرات صدر فقط معتقد به نقش نظارتی علما در چک کردن قوانین برای اطمینان از عدم تضاد با دین است که شباهت به قانون اساسی مشروطه ایران دارد و از این نظر به نظریه ولایت فقیه مخصوصا ولایت مطلقه معتقد نیست و با جمهوری اسلامی تفاوت اساسی دارد.
این حزب در ۸ ژوئیه ۱۹۸۲ در دجیل اقدام به ترور صدام حسین کرد که ناموفق بود و منجر به کشتار دجیل شد.در سال ۱۳۶۶ مجدداً آنها اقدام به ترور صدام حسین کردند که باز هم ناموفق بود.

## تأسیس
پس از قیام ۱۹۲۰ شیعیان عراق ضد استعمار انگلیس و نافرجام ماندن این اقدام سیاسی، تفکر عدم دخالت در امور سیاسی در بیشتر محافل شیعی تقویت یافت و راه برای فعالیت جریان‌های ملی‌گرا و مارکسیستی هموارتر شد. اما بهره‌مندی شیعیان عراق از تجربهٔ جنبش اخوان المسلمین مصر و ایجاد فضای باز سیاسی پس از کودتای ۱۳۳۷ش / ۱۹۵۸م به رهبری عبدالکریم قاسم و انقراض پادشاهی در عراق زمینه را برای فعالیت‌های حزبی و شکل‌گیری تشکل‌های اسلامی در این کشور فراهم کرد.
هر چند پیش از آن یعنی در اواخر ۱۳۳۵ش / ۱۹۵۶م اندیشهٔ تشکیل حزب شیعی شکل گرفته بود و سید مهدی حکیم، فرزند سید محسن حکیم، با جمعی از همفکران خود مانند سید محمد حسین فضل‌الله، عبدالصاحب دُخَیل، سلیمان یحفوفی، طالب رفاعی و محمد صادق قاموسی چگونگی تشکیل حزب شیعی را بررسی کردند. سید مهدی حکیم با جلب نظر سید محمد باقر صدر، نشست‌های متعددی برای فراهم کردن مقدمات تأسیس حزب برگزار کرد.
منابع مختلف تاریخ تأسیس حزب الدعوة الاسلامیة را بین سال‌های ۱۳۳۵ش / ۱۹۵۶ تا ۱۳۳۸ش / ۱۹۵۹، در نشستی در کربلا یا نجف دانسته‌اند، اما حزب تاریخ رسمی تأسیس خود را ۲۰ مهر ۱۳۳۶ / ۱۲ اکتبر ۱۹۵۷ اعلام کرده‌است. در این نشست سید محمد باقر صدر، سید محمد باقر حکیم، محمدصادق قاموسی و ۴ تن دیگر شرکت داشتند. در تابستان ۱۳۳۷ش/۱۹۵۸ به توصیهٔ سید محمدباقر صدر، سید مرتضی عسکری (متوفی ۱۳۸۶ش) از بغداد نیز به حزب الدعوة پیوست. نشست بعدی مؤسسان حزب الدعوة چند ماه پس از کودتای ۲۳ تیر ۱۳۳۷ / ۱۴ ژوئیه ۱۹۵۸، در کربلا برگزار شد، که در آن سید محمدباقر صدر، سید مرتضی عسکری، سید محمدمهدی حکیم و محمدصادق قاموسی به شورای رهبری برگزیده شدند.

## اهداف
بر اساس اساسنامهٔ حزب الدعوة که بعدها در سال ۱۳۶۰ش/۱۹۸۱ تدوین شد، دعوت مردم به اسلام برای اعضا واجب شرعی است و ایجاد جامعه‌ای اسلامی با همهٔ ویژگی‌های آن و در همهٔ سطوح اجتماعی و جایگزین کردن قوانین مبتنی بر شریعت اسلام به جای قوانین وضعی بشری از اهم اهداف حزب است. بنا بر اساسنامه، این اهداف با ایجاد تغییر در آحاد مسلمانان و اصلاح تدریجی فرد و جامعه از لحاظ روحی و اخلاقی، بازگشت به آموزه‌های اصیل اسلامی و زدودن افکار و اندیشه‌های غربی، ایجاد دولت اسلامی به عنوان مقدمه‌ای برای برپایی دولت فراگیر اسلامی، آزادسازی سرزمین‌های اسلامی از سیطرهٔ استعمار و ضمیمه کردن آن‌ها به دولت اسلامی و دعوت مردم به اسلام در همهٔ نقاط جهان تحقق می‌یابد.
حزب الدعوة در اساسنامه اش، خط مشی خود را انقلابی اعلام کرد و تحقق اهداف حزب را در چهار مرحله دانست:
1. مرحلهٔ تغییر: در این مرحله اعضای حزب با تغییر در اندیشه و سلوک خود تعالی می‌یابند تا بتوانند به هدایت و ارتقای سطح آگاهی مردم بپردازند.
2. مرحلهٔ سیاسی: حزب با دو شیوهٔ سیاسی و مسلحانه با رژیم بعثی حاکم به مقابله برمی‌خیزد.
3. مرحلهٔ انقلابی: در این مرحله، هدف اصلی براندازی رژیم بعثی حاکم از طریق مبارزهٔ مسلحانه و تشکیل حکومت اسلامی است.
4. مرحلهٔ حاکمیت: در این مرحله حزب باید ارکان نظام اسلامی را تشکیل دهد و احکام شریعت اسلامی را به اجرا درآورد و بر اجرای آن نظارت کند. در این مرحله شکل حکومت و ساختار آن بر اساس شریعت اسلامی و تأمین منافع مسلمانان است. همچنین در این مرحله، قانون اساسی مُلهَم از شریعت اسلامی تدوین می‌شود.[۸]

## ایدئولوژی حزب
ایدئولوژی سیاسی الدعوه متأثر از محمد باقر صدر است که در سال ۱۹۷۵ در کتاب نظام سیاسی اسلامی، چهار اصل را برای حکومت اسلامی مطرح کرد که به فقها نقش نظارتی می‌دهد و به قانون اساسی مشروطه ایران شبیه است و از آنجائیکه به ولی فقیه نقش محوری نمی‌دهد با قانون اساسی جمهوری اسلامی تفاوت دارد. نزدیکی به ایران  باعث دودستگی درون حزب و جدایی دو گروه شد.

### اصول چهارگانه
1. حاکمیت مطلق از آن خداست.
2. هرچند پایه و اساس قانون اصول دین است مقام مقننه می‌تواند هر قانونی را که مخالف با دین نباشد وضع کند.
3. مردم بعنوان جانشین خداوند بر روی زمین صلاحیت وضع و اجرای قانون دارند.
4. فقیهی که مرجعیت دینی دارد نماینده اسلام است و با تأیید قانون و تنفیذ به آنها مشروعیت می‌بخشد.[۲]

پس از عضویت در حزب، باید با حزب با قسم خوردن بیعت کرد.

### حزب الدعوه و ولایت فقیه
در اساسنامهٔ حزب دربارهٔ ولایت فقیه آمده‌است که چنانچه امت اسلامی، فقیه جامع‌الشرایطی مانند سید روح‌الله خمینی را قبول داشته باشد، ولایتش بر حزب نیز اعمال می‌شود و حزب نباید از نظرات وی عدول کند. در مواردی که ولی فقیه حکمی صادر نکرده باشد، رهبری حزب باید به احکام شورای فقهی حزب رجوع کند که متشکل از ۳ تا ۷ مجتهد یا کارشناس امور فقهی است که از سوی کنگرهٔ عمومی حزب انتخاب می‌شوند. این شورا حداقل باید یک مجتهد داشته باشد.

### انشقاق بین طرفداران ولایت فقیه و طرفداران ولایت جمهور
در اسفند ۱۳۶۲ / اواخر فوریه ۱۹۸۴ کنگرهٔ عمومی حزب برگزار شد. در این کنگره منصب فقیه الدعوة از اساسنامهٔ حزب حذف و به جای آن شورای فقها به ریاست سید کاظم حائری و عضویت محمد مهدی آصفی و محمدعلی تسخیری تشکیل شد. اما پس از مدتی بین شورای فقها و اعضای رهبری حزب اختلاف افتاد. سید کاظم حائری معتقد بود که شورای فقها باید رهبری حزب را در دست داشته باشد، اما اعضای رهبری، شورا را صرفاً مرجعی برای حل تناقض قوانین با مسائل دینی می‌دانستند.
در ۱۱ دی ۱۳۶۶ / اول ژانویهٔ ۱۹۸۸ کنگره تهران برپا شد و اکثریت به لغو شورای فقها رأی دادند. سپس اعضای موافق بقای شورای فقهی به رهبری سید کاظم حائری از حزب منشعب شدند و حزب الدعوة الاسلامیة – المجلس الفقهی را تأسیس کردند که بعداً به حزب الدعوة الاسلامیة ولایة الفقیه تغییر نام داد. در نتیجهٔ این اختلافات، محمد آصفی در کنگرهٔ عمومی حزب در ۱۳۶۸ش / ۱۹۸۹ از سخنگویی حزب کناره‌گیری کرد و اعضای حزب ضمن حذف منصب سخنگو، به جای آن دفتر سیاسی را تشکیل دادند که شامل ۳ سخنگو می‌شد: علی ادیب در ایران، ابراهیم جعفری در لندن و نوری مالکی در سوریه.

## بمب‌گذاری سفارت عراق در لبنان
۱۵ دسامبر ۱۹۸۱ حزب دعوه سفارت عراق در بیروت لبنان را به وسیله یک خودروی بمب‌گذاری شده توسط راننده انتحاری ابومریم هدف حمله قرار داد، طی این حمله سفارت عراق با خاک یکسان شد و ۶۱ نفر از جمله عبدالرزاق لفته سفیر عراق در لبنان کشته و ۱۱۰ نفر زحمی شدند، در این حمله بلقیس الراوی همسر عراقی شاعر سوری نزار قبانی که کارمند بخش فرهنگی سفارت بود نیز کشته شد. مرگ بلقیس تأثیر فراوانی بر شعر نزار قبانی گذاشت و بخش زیادی از اشعار او برای بلقیس الراوی سروده شده‌اند، نزار قبانی قصیده بلقیس را پس از این حادثه برای او می‌سراید:
و عرب‌ها روزی خواهند دانست / که پیامبری را کشتند پیامبری را کشتند/ پیامبری را کشتند پیامبری را کشتند.

## ساختار تشکیلاتی حزب
رهبر کل (القیادة العامة) بالاترین منصب در ساختار تشکیلاتی حزب الدعوة است. شمار اعضای رهبری کل ۷ تن است که هر ۲ سال یک بار از سوی کنگرهٔ عمومی حزب انتخاب می‌شوند. اعضای رهبری کل از میان خود یک تن را به ریاست برمی‌گزینند. هر یک از اجزای تشکیلاتی حزب حلقه نام دارد. پایین‌ترین حلقه ۵ عضو دارد که داعیه (دعوت کننده) نامیده می‌شوند و زیر نظر دعوت کنندهٔ ناظر (داعیهٔ مشرف) فعالیت می‌کنند. ناظر هر حلقه رابط میان حزب و اعضای حلقهٔ خود است. کمیتهٔ محله (لجنة المحلة) بر فعالیت چند حلقه در محدودهٔ جغرافیایی مشخص نظارت می‌کند. کمیته‌های محله زیر نظر کمیته منطقه (لجنة المنطقه) فعالیت می‌کنند که اعضای آن را رهبری اقلیم (قیادة الاقلیم) برمی‌گزیند. رهبری اقلیم را نیز کنگرهٔ اقلیمی دعوت (مؤتمر الدعوة الاقلیمی) برمی‌گزیند. اعضای رهبری اقلیم و رهبری کل هر ۲ سال یک بار انتخاب می‌شوند و با یکدیگر در ارتباطند. کنگرهٔ اقلیمی الدعوة، متشکل از مسئولان حزب در هر اقلیم، بالاترین ساختار حزبی در هر اقلیم است که سالانه برگزار می‌شود.

## کنگرهٔ عمومی
کنگرهٔ عمومی الدعوة (مؤتمر الدعوة العام) هر سال یک بار و گاهی در موارد اضطراری برگزار می‌شود و در آن مسئولان حزبی اقلیم‌های مختلف شرکت می‌کنند. مهم‌ترین وظایف کنگره عبارتند از:
- انتخاب رهبری کل
- تدوین سیاست‌ها و خط مشی‌های عمومی حزب
- تعدیل در اساسنامهٔ حزب با موافقت دو سوم اعضا و موافقت شورای فقهی
- بررسی استعفای اعضای رهبری کل و انتخاب جانشین برای آنان[۱۶]

## نامگذاری
در اوایل ۱۳۳۸ش / ۱۹۵۹، حزب الدعوة، نخستین کنگرهٔ خود را محرمانه در کربلا با حضور ۱۶ تن از اعضای حزب برگزار کرد، که در آن اوضاع سیاسی و مسائل تشکیلات سازمانی حزب بحث و بررسی شد و سید محمد باقر صدر این حزب را الدعوة الاسلامیة نام نهاد.

## کناره‌گیری سید محمدباقر صدر از حزب
در ۱۳۳۹ش / ۱۹۶۰، دولت عراق از فعالیت‌های حزب الدعوة به رهبری سید محمدباقر صدر آگاه شد. پس از آن حکیم به عنوان مرجع تقلید شیعیان عراق که به فعالیت حزبی مراجع تقلید اعتقاد نداشت، از سید محمدباقر صدر و فرزندانش سید مهدی و سید محمدباقر حکیم خواست که از فعالیت در حزب و انتساب به یک جریان خاص سیاسی بپرهیزند. آنان درخواست وی را پذیرفتند و از حزب الدعوة کناره‌گیری کردند. پس از کناره‌گیری آنها، سید مرتضی عسکری رهبر حزب الدعوة شد، اما در ۱۳۴۲ش / ۱۹۶۳ سید محسن حکیم مأموریتی تبلیغی به وی محول کرد و از همین رو وی از عضویت حزب استعفا داد و محمدهادی سُبَیتی به رهبری آن برگزیده شد.

## حمایت از قیام ۱۵ خرداد ایران
پس از قیام پانزده خرداد ۱۳۴۲ / ۵ ژوئن ۱۹۶۳ در ایران، حزب الدعوة با صدور بیانیه‌ای از آن حمایت کرد و هنگامی که خمینی به عراق تبعید شد و در ۱۳ مهر ۱۳۴۴ / ۱۵ اکتبر ۱۹۶۵ از ترکیه وارد کاظمین شد مورد استقبال برخی از اعضای حزب قرار گرفت.

## دستگیری اعضاء حزب
پس از ریاست جمهوری عبدالرحمان عارف در ۱۳۴۵ش / ۱۹۶۶ و ایجاد فضای باز سیاسی، نفوذ حزب در سراسر عراق، به ویژه در دانشگاه‌ها، افزایش یافت؛ اما با قدرت یافتن جناح افراطی حزب بعث و ریاست جمهوری احمد حسن البکر در ۱۳۴۷ش / ۱۹۶۸، فعالیت احزاب و گروه‌های اسلام‌گرای شیعی، از جمله حزب الدعوة، محدود شد و بسیاری از فعالان سیاسی دستگیر و زندانی شدند. در مرداد – شهریور ۱۳۵۰ / سپتامبر ۱۹۷۱، رژیم بعث عبدالصاحب دخیل نفر دوم حزب الدعوة را دستگیر کرد و پس از شکنجه به قتل رساند. یک سال بعد، رژیم بعث محمد صالح ادیب، مسئول شاخهٔ کربلا و چند تن دیگر را نیز دستگیر کرد، اما محمدهادی سبیتی و محمدمهدی آصفی، مسئول شاخهٔ نجف، از عراق گریختند.
آن‌گاه اعضای برجستهٔ حزب در عراق و لبنان برای فعالیت مجدد در عراق، اعضای جدید رهبری را به ریاست عارف بصری انتخاب کردند، اما در ۲۶ تیر ۱۳۵۳ / ۱۷ ژوئیه ۱۹۷۴ عارف بصری و شماری از اعضای رهبری دستگیر و پس از محکومیت در دادگاهی فرمایشی، در ۴ دی ۱۳۵۳ / ۲۵ دسامبر ۱۹۷۴ در بغداد اعدام و برخی دیگر نیز به حبس ابد محکوم شدند.

## رهبری کل
در ۱۳۵۴ش / ۱۹۵۷، رهبری جدید حزب شامل عدنان سلمان کعبی، مهدی عبد مهدی و ابراهیم مالک دوباره در عراق شکل گرفت، که به کمیتهٔ عراق (لجنة العراق) معروف شد. این کمیته با رهبر سابق حزب محمد هادی سبیتی که در اردن مستقر بود، تماس گرفت. سبیتی یکی از اعضا به نام علی کورانی، مسئول شاخهٔ حزب در لبنان، را به عضویت در رهبری کل حزب تعیین کرد. این دو تن در کنار سید مرتضی عسکری، سید کاظم حائری و محمدمهدی آصفی رهبری کل (القیادة العامة) حزب را تشکیل دادند.

## حمایت از انقلاب اسلامی ایران
در مهر – آبان ۱۳۵۷ / اکتبر ۱۹۷۸ حزب الدعوة طی بیانیه‌ای حمایت کامل خود را از انقلاب اسلامی ایران اعلام کرد. محمد مهدی آصفی به پاریس رفت و ضمن دیدار با خمینی پشتیبانی حزب را از ایشان به اطلاع وی رساند.

## انتفاضهٔ ۱۷ رجب
در پی دستگیری سید محمد باقر صدر در ۲۲ خرداد ۱۳۵۸ / ۱۲ ژوئن ۱۹۷۹، حزب الدعوة تظاهرات گسترده‌ای در سراسر عراق برپا کرد که در نتیجهٔ آن صدها تن دستگیر شدند. این قیام به انتفاضهٔ ۱۷ رجب معروف شد. رژیم بعث ۱۲۰۰ تن از بازداشت شدگان را محاکمه کرد که ۸۶ تن از آن‌ها به اعدام محکوم شدند. سرکوب قیام سبب شد حزب الدعوة خط مشی مسلحانه را در پیش گیرد. این حزب شاخهٔ نظامی خود را تأسیس کرد که چند تن از رهبران حزب بر آن نظارت داشتند.
پس از دستگیری یا متواری شدن برخی از رهبران حزب به خارج از عراق، عبدالامیر منصوری در خرداد – تیر ۱۳۵۸ / ژوئن ۱۹۷۹ با ساماندهی دوبارهٔ حزب، رهبری آن را بر عهده گرفت.

## انتقال مرکز فعالیت به ایران
با به قدرت رسیدن صدام حسین در عراق در ۲۵ تیر ۱۳۵۸ / ۱۶ ژوئیه ۱۹۷۹، روند سرکوب حزب شدت گرفت. واکنش حزب در پیش گرفتن مبارزهٔ مسلحانه بود. رژیم صدام اعضای حزب را دستگیر و صدها تن از آنان را پس از محاکمه‌های فرمایشی اعدام کرد. در چنین اوضاعی، حزب الدعوة مرکز فعالیت خود را به ایران منتقل کرد. محمد مهدی آصفی در تابستان ۱۳۵۸ش / ۱۹۷۹ به ایران آمد. او و سایر رهبران حزب تصمیم گرفتند ساختار تشکیلاتی حزب را بازسازی کنند و رهبری حزب را از فردمحوری که در محمد هادی سبیتی متجلی می‌شد، خارج کنند. بنا بر این، شورای مرکزی حزب با عضویت محمدهادی سبیتی، علی کورانی، محمدمهدی آصفی، سید مرتضی عسکری و سید کاظم حائری (فقیه الدعوة) شکل گرفت. سبیتی و همفکرانش این توافق را ضد خود دانسته، با آن مخالفت کردند که بی‌نتیجه بود.
پس از مذاکراتی میان رهبران حزب الدعوة و مسئولان ایرانی، اردوگاهی نظامی در نزدیکی اهواز به نام اردوگاه شهید صدر به این حزب اختصاص یافت. این اردوگاه مهم‌ترین مرکز آموزشی حزب الدعوة در ایران بود که در آن حدود ۷۰۰۰ نیروی نظامی آموزش می‌دیدند. این نیروها پس از آغازِ «جنگ عراق با ایران» ضد نیروهای عراقی جنگیدید. در ۱۳۵۹ش / ۱۹۸۰ محمدمهدی آصفی سخنگوی رسمی حزب شد.

## کشته شدن سید محمد باقر صدر و بنت الهدی
رژیم بعث در ۱۹ فروردین ۱۳۵۹ / ۸ آوریل ۱۹۸۰ سید محمد باقر صدر و خواهرش بنت الهدی را پس از دستگیری و شکنجه در بغداد کشت.
بدین ترتیب، حزب الدعوة رهبری معنوی و یکی از مؤسسان خود را از دست داد. در خرداد – تیر ۱۳۵۹ / ژوئن ۱۹۸۰ پس از دستگیری علی ناصر محمود، رئیس حزب در عراق، تشکیلات رهبری در عراق از هم پاشید. پس از آن با نظارت رهبری حزب در ایران، اعضای رهبری جدید شاخهٔ عراق انتخاب شدند. در بهمن – اسفند ۱۳۵۹ / فوریهٔ ۱۹۸۱ انتخابات طبق آیین نامهٔ جدید برای انتخاب ۱۲ عضو شورای عالی رهبری برگزار شد. سبیتی، کورانی و همفکرانش که مخالف اجرای آن بودند، انتخابات را تحریم کردند. سید کاظم حائری، محمد مهدی آصفی، محمد صالح ادیب، ابراهیم جعفری و حسن شُبّر از کسانی بودند که انتخاب شدند. در ۱۹ اردیبهشت ۱۳۶۰ / ۹ مه ۱۹۸۱ محمد هادی سبیتی، رهبر سابق حزب در اردن دستگیر و پس از تحویل به حکومت عراق اعدام شد.

## اختلاف در حزب الدعوة
حزب در ۱۳۶۰ش / ۱۹۸۱ کنگرهٔ عمومی را در تهران برگزار کرد. در این کنگره، کمیته‌ای ۱۲ نفره برای تدوین اساسنامهٔ حزب تشکیل شد. این کمیته پیش‌نویس اساسنامه را تدوین کرد، که به تصویب رهبری حزب رسید. اعضای شاخهٔ بصره که از هواداران محمدهادی سبیتی - رهبر سابق حزب – بودند و با اعضای رهبری حزب در ایران اختلاف داشتند، در این کنگره شرکت نکردند. در نتیجه، اختلافات میان این دو طیف افزایش یافت. در تیر – مرداد ۱۳۶۱ / ژوئیه ۱۹۸۲ شاخهٔ نظامی حزب پس از سوء قصد ناموفق به صدام حسین در شهر دُجَیل، کشف شد و ۱۱۷ تن از اعضای آن اعدام یا زندانی شدند.

## تشکیل مجلس اعلای انقلاب اسلامی عراق
سید محمد باقر حکیم در ۲۶ آبان ۱۳۶۱ / ۱۷ نوامبر ۱۹۸۲ با حمایت ایران، مجلس اعلای انقلاب اسلامی عراق را متشکل از گروه‌ها و احزاب شیعی در تهران تأسیس کرد. حزب الدعوة نیز به این تشکل پیوست و کمیتهٔ اجرایی آن به ابراهیم جعفری از حزب الدعوة سپرده شد.

## تأسیس کنگرهٔ ملی عراق
حزب الدعوة به همراه دیگر احزاب مخالف رژیم بعث در عراق، در نشست دمشق در ۶ دی ۱۳۶۹ / ۲۷ دسامبر ۱۹۹۰، اجلاس بیروت در ۲۰ اسفند ۱۳۶۹ / ۱۱ مارس ۱۹۹۱ و اجلاس صلاح الدین در عراق ۵–۹ آبان ۱۳۷۱ / ۲۷ – ۳۱ اکتبر ۱۹۹۲ شرکت کرد. اجلاس صلاح الدین به تأسیس کنگرهٔ ملی عراق (المؤتمر الوطنی العراقی) انجامید که به عنوان بزرگ‌ترین تجمع احزاب مخالف حکومت عراق، برای سرنگونی رژیم بعث تلاش می‌کرد.
حزب الدعوة در سال ۱۳۷۶ش / ۱۹۹۷ از شرکت در اجلاس کنگرهٔ ملی عراق در لندن خودداری و اعلام کرد که حمایت غرب را از این کنگره نمی‌پذیرد. در همان سال اختلافات حزبی دربارهٔ میزان دخالت و مشارکت فقها در امور حزبی به وضع بحرانی رسید و در نتیجه چند جناح در درون حزب ایجاد شد:
- جناح محمد مهدی آصفی و همفکران او که اعتقاد داشتند هیئتی از فقها باید بر کار حزب الدعوة نظارت کند؛
- جناح خُضَیر موسی جعفر الخُزاعی و هواداران او که خط مشی افراطی داشتند و از حزب جدا شدند و حزب الدعوة الاسلامیة – تشکیلات عراق (حزب الدعوة الاسلامیة – تنظیم العراق) را تأسیس کردند؛
- جناح بارز حزب، که حسن شبّر، محسن ادیب، و مهدی العطار به رهبری عبدالحلیم جواد الزُهَیری آن را نمایندگی می‌کردند و با دخالت فقها در کار حزب مخالف بودند.
- در همان سال شاخهٔ بصره به رهبری عزالدین سلیم (ابویاسین) رسماً از حزب جدا شد و نام حرکة الدعوة الاسلامیة را برگزید.[۴۱]

حزب الدعوة در اجلاس کنگرهٔ ملی عراق در نیویورک در ۸ آبان ۱۳۷۸ / ۳۰ اکتبر ۱۹۹۹ و در لندن در ۲۳ آبان ۱۳۸۱ / ۱۴ نوامبر ۲۰۰۲ شرکت نکرد، زیرا رهبران حزب این اجلاس‌ها را مقدمه‌ای برای اقدام نظامی ضد عراق می‌دانستند و حزب با حملهٔ نظامی موافق نبود.

## پس از سقوط صدام
پس از سقوط حکومت صدام در ۱۳۸۲ش/ ۲۰۰۳، اعضای حزب پس از بازگشت به عراق دفاتری را در کربلا و بغداد افتتاح کردند. در همان سال، شورای حکومتی (مجلس الحکم) به منظور تدوین قانون اساسی جدید عراق و تشکیل دولت، با حضور ۲۵ تن از احزاب مهم عراق، تأسیس شد. ابراهیم جعفری از حزب الدعوة به عضویت این شورا درآمد و به ریاست آن منصوب شد. در ۳۱ تیر ۱۳۸۳ / ۳۰ ژوئن ۲۰۰۴، حکومت موقت عراق جایگزین شورای حکومتی شد. در این حکومت که به ریاست جمهوری غازی مِشعَل عَجیل الیاور و نخست‌وزیری اَیاد عَلاوی تشکیل شد، ابراهیم جعفری معاون رئیس‌جمهور شد. در انتخابات مجلس موقت عراق در ۱۱ بهمن ۱۳۸۳ / ۳۰ ژانویهٔ ۲۰۰۵، حزب الدعوة همراه دیگر احزاب شیعی با ارائهٔ فهرستی مشترک به نام ائتلاف یکپارچهٔ عراق (ائتلاف العراقی الموحَّد) شرکت کرد و با کسب ۱۳۳ کرسی از ۲۷۵ کرسی مجلس به پیروزی رسید. در ۱۳ اردیبهشت ۱۳۸۴ / ۳ مه ۲۰۰۵، حکومت انتقالی از سوی مجلس برگزیده شد، که ابراهیم جعفری نخست‌وزیر و جلال طالبانی رئیس‌جمهور شدند.
در ۲۴ آذر ۱۳۸۴ / ۱۵ دسامبر ۲۰۰۵، در انتخابات مجلس عراق نیز حزب الدعوة در چهارچوب ائتلاف یکپارچهٔ عراق مشارکت کرد و ۱۲۸ کرسی از ۲۷۵ کرسی مجلس را به خود اختصاص داد. در ۱۳۸۵ش / ۲۰۰۶ مجلس عراق، نوری المالکی از اعضای بارز حزب الدعوة را به نخست‌وزیری برگزید. در ۱۳۸۶ش / ۲۰۰۷، در کنگرهٔ عمومی حزب الدعوة منصب جدید دبیرکل اضافه و نوری مالکی به این منصب برگزیده شد. در پی این کنگره، ابراهیم جعفری از حزب الدعوة جدا شد و جریان اصلاح ملی (تیار اصلاح الوطنی) را تأسیس کرد.
انتخابات دورهٔ بعدی مجلس عراق در ۱۶ اسفند ۱۳۸۸ / ۷ مارس ۲۰۱۰ برگزار شد. پیش از انتخابات، میان احزاب شیعی موجود در ائتلاف یکپارچهٔ عراق اختلاف افتاد. بنا بر این، نوری مالکی ائتلاف جدیدی شامل ۷ حزب به نام ائتلاف دولت قانون (ائتلاف دولة القانون) تشکیل داد. این ائتلاف در انتخابات مجلس ۸۹ کرسی را به دست آورد و پس از فهرست العراقیة (قائمة العراقیة) به رهبری ایاد علاوی که ۹۱ کرسی را به خود اختصاص داده بود، قرار گرفت. این مجلس نیز بار دیگر مالکی را به نخست‌وزیری برگزید.

## فعالیت‌های رسانه‌ای
حزب الدعوة صاحب شبکه تلویزیونی ماهواره‌ای به نام آفاق است که در ۱۳۸۵ش / ۲۰۰۶ تأسیس شد. این شبکه ۹ دفتر خارجی در کشورهای مختلف دارد. ۲ رادیو به نام‌های آفاق و بنت الهدی نیز متعلق به حزب است. حزب فعالیت مطبوعاتی نیز دارد. در ۱۳۳۹ش / ۱۹۶۰ نشریه‌ای به نام الدعوة الاسلامیة منتشر کرد که پس از ۱۰ شماره توقیف شد. در ۱۳۴۲ش / ۱۹۶۳ نشریهٔ جدیدی به نام صوت الدعوة را انتشار داد که همچنان منتشر می‌شود. در حال حاضر (۱۳۹۱ش / ۲۰۱۲) این حزب روزنامه‌های البیان و الدعوة و مجلهٔ قبضة الهدی را منتشر می‌کند.